# El cobarde (canción)
«El cobarde» es una canción del grupo chileno Los Prisioneros.
Fue escrita y compuesta por Jorge González durante las sesiones recogidas en el bootleg Beaucheff 1435 (1989), como parte del material que integraría el cuarto disco de estudio de Los Prisioneros, pero fue finalmente descartada del disco Corazones (1990) por falta de espacio.
Sin embargo, sí ha sido publicada en dos instancias compilatorias: en la versión en VHS del disco Grandes éxitos (1991), como pista oculta, y en el álbum doble Ni por la razón, ni por la fuerza (1996).

## Videoclip
Pese a no ser lanzada nunca como sencillo, la canción contó con un video dirigido y protagonizado por Vicente Ruiz en 1991, con la participación de la actriz Patricia Rivadeneira. Ambos artistas formaron parte del grupo de performance Las Cleopatras, que también integraron Cecilia Aguayo, tecladista de Los Prisioneros en los últimos años de la primera etapa de la banda, y Jacqueline Fresard, la primera esposa de Jorge González.
La pieza audiovisual muestra en una secuencia al protagonista caminando y a ella corriendo tras él, para encontrarse violentamente en las imágenes finales. Tiene una extensión similar a la canción, es decir, menor a 2 minutos.